# اسامه الشیبی
اسامه الشیبی (عربی: أسامة الشيبي؛ زادهٔ ۲۰ نوامبر ۱۹۶۹) کارگردان فیلم اهل ایالات متحده آمریکا و زاده‌ی بغداد است. او فعالیت حرفه‌ای خود را از سال ۲۰۰۴ با ساخت فیلم‌های مستند آغاز کرد.